# Аристотелис Валаоритис
Аристотелис Валаоритис (на гръцки: Αριστοτέλης Βαλαωρίτης) е гръцки писател, поет, преводач и политик.

## Биогарфия
Роден е през 1824 г. в Левкада. Произхожда от семейството на борци срещу османската власт. Завършва Йонийската академия в Атина, завършва колеж в Женева, Швейцария, следва право в Париж и Пиза. През 1848 г. успешно завършва обучението си, дипломира се като бакалавър по право и се завръща в Гърция. През 1852 г. се жени за Елоизия Типалду; имат седем деца. През целия си живот се занимава активно с политика и е избиран неколкократно за депутат. Считан е за един от основните представители в Революционната школа на гръцката литература. Творчеството му е богато и многопластово, лирично и силно повлияно от Дионисиос Соломос. Най-често творбите му са героични и революционни, изпълнени със свръхестествени елементи и алегории, клонящи към романтизма. В края на творческия си път се доближава до романтизма и Атинската школа. Пише есета и политически памфлети. Превежда „Езеро“ от Ламартин и части от „Ад“ на Данте.
Стихобирки: „Стихотворения“ (1847), „Възпоменателни песни“ (1850), „Госпожа Фросини“ (1859), „Атанасиос Дякос“ (1862) и „Фотинос“ (1879, недовършена).